# Stazione di Navan Road Parkway
La stazione di Navan Road Parkway è una stazione ferroviaria che fornisce servizio a Dublino, contea di Dublino, Irlanda. Fu aperta il 21 gennaio 2008 col nome di Phoenix Park, ma fu ribattezzata Navan Road Parkway il 25 settembre 2011. Attualmente le linee che vi passano sono il Western Commuter della Dublin Suburban Rail e la linea 1 della Dublin Area Rapid Transit.

## Ubicazione
La stazione si trova sulla ferrovia che collega Dublino a Sligo e si trova tra le stazioni di Ashtown e Castleknock. La struttura è adiacente alla Navan Road (N3) in mezzo a due rotonde di cui la prima unisce la Castleknock Road alla Ashtown Road, mentre la seconda collega la Auburn Avenue e la New Dunsink Lane. Ci fu una certa confusione quando il nome era ancora Phoenix Park, non solo per il nome ma anche perché la stazione fu costruita dai proprietari del nuovo ippodromo che sostituì la Phoenix Park Racecourse). Tuttavia la stazione non si trovava né vicina a Phoenix Park né all'ippodromo. Questo portò la Iarnród Éireann ad appendere cartelli nella stazione di Connolly, in cui c'era scritto: "Per Phoenix Park, usate la stazione di Ashtown".

## Costruzione e servizi
Similmente alle stazioni di Dun Laoghaire e Leixlip Louisa Bridge la struttura della stazione si trova sul ponte che collega i due binari.

## Servizi
- Servizi igienici
- Capolinea autolinee
- Biglietteria a sportello
- Biglietteria self-service
- Distribuzione automatica cibi e bevande